# Johannes Wiedewelt
Johannes Wiedewelt (Copenhague, 1 de julio de 1731– 17 de diciembre de 1802) fue un escultor neoclásico danés, hijo del escultor de la corte, Just Wiedewelt. 
Siguiendo los pasos de su padre, también trabajó para la familia real de Dinamarca, en cuyas obras introdujo ideas neoclásicas mediante decoraciones de los palacios, esculturas en los jardines así como artefactos y en particular en memoriales. Fue el más conocido de los escultores daneses hasta la aparición de Bertel Thorvaldsen.